# Karel Bernhard van Saksen-Weimar-Eisenach
Karel Bernhard (Weimar, 30 mei 1792 - Bad Liebenstein, 31 juli 1862), hertog van Saksen-Weimar-Eisenach, was een Duits generaal in Nederlandse dienst en onder meer commandant van het Nederlands-Indische leger.

## Loopbaan
Karel Bernhard was de tweede zoon van groothertog Karel August van Saksen-Weimar-Eisenach en  Louise van Hessen-Darmstadt, dochter van groothertog Lodewijk IX van Hessen-Darmstadt. Zijn oudere broer, Karel Frederik, werd de opvolger van zijn vader. Hij huwde met grootvorstin Maria Paulowna van Rusland, die een zuster was van koningin Anna Paulowna der Nederlanden. Zijn oudere zuster was Caroline, die in het huwelijk trad met erfgroothertog Frederik Lodewijk van Mecklenburg-Schwerin.

### Napoleontische oorlogen
Karel Bernhard nam op veertienjarige leeftijd als vrijwilliger dienst onder generaal Hohenlohe in de Slag bij Jena en, toen zijn vader zich had aangesloten bij de Rijnbond, trad hij in Saksische dienst en hield zich meestal te Dresden op. Hij nam, in de rang van majoor van de Generale Staf, deel aan de veldtocht van 1809 onder generaal Bernadotte en onderscheidde zich in de Slag bij Wagram. Hij nam echter, nadat hij op 5 juli 1811 tot luitenant-kolonel bevorderd was, niet aan de Russische veldtocht of aan de latere veldtochten deel; pas na de Slag bij Leipzig stelde hij zich als kolonel weer aan het hoofd der Saksische troepen, totdat hij in 1815 de Saksische dienst verliet en als kolonel, chef van het regiment Oranje-Nassau, in Nederlandse dienst overging.

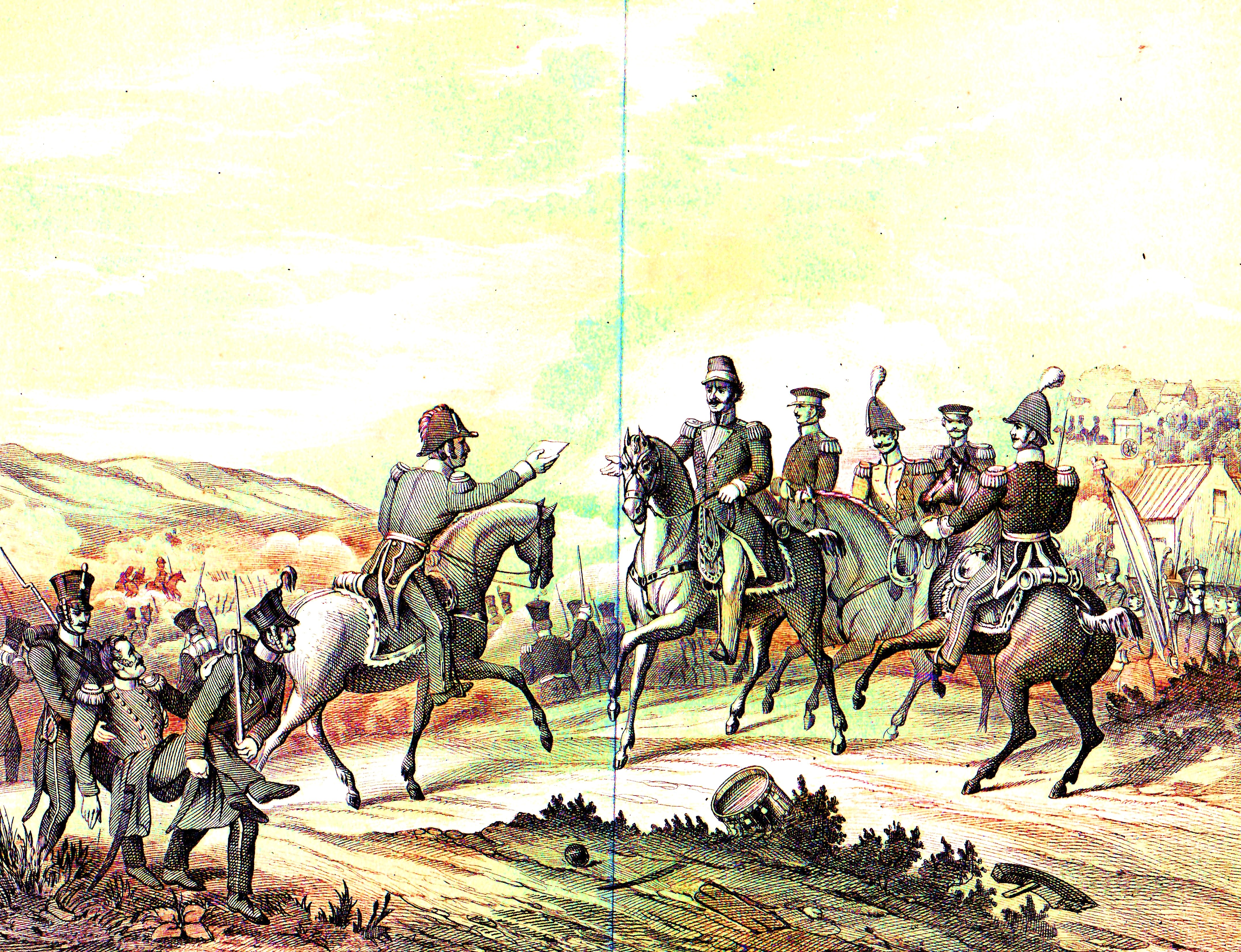
De hertog van Saksen-Weimar-Eisenach wordt ingelicht over de wapenstilstand

Bij het begin van de veldtocht in de Zuidelijke Nederlanden was het regiment van Karel Bernhard ingedeeld bij de brigade Gödecke, van de Nederlandse divisie van De Perponcher, en op 12 juni 1815 te Jemappes gestationeerd. Op 15 juni, 's middags om 3 uur, was, als gevolg van de ontvangst van berichten uit het hoofdkwartier van de prins van Oranje te 's-Gravenbrakel, bevel gegeven, dat de Nederlandse divisie onder De Perponcher, snel onder de wapenen moest komen, en de eerste brigade op de straatweg, de tweede te Quatre Bras zou bivakkeren. Karel Bernhard kreeg het bevel over deze laatste brigade, omdat Gödecke, door een kneuzing aan zijn been, het bevel niet kon blijven voeren. Nog voor het bevel gekomen was, had hij echter al vernomen dat de vijand van Charleroi noordelijk oprukte en hij besloot op eigen gezag naar Quatre-Bras op te rukken. Al snel, 's avonds om 8 uur, werd zijn voorhoede te Frasnes door de Fransen aangevallen en trok, onder zwaar vuur, terug. Om 9 uur zond hij aan generaal De Perponcher een rapport en deelde hem daarnaast zijn besluit mede om stand te houden. Mijne heren! zei hij tegen zijn verzamelde bataljons-commandanten, Ik ben volstrekt zonder bevelen; maar ik heb nooit gehoord, dat men een veldtocht met een terugtocht begint, en daarom zullen wij te Quatre-Bras stand houden. De Perponcher zond hem het onmiddellijke bevel terug Quatre-Bras tot het uiterste te verdedigen en gaf hem de toezegging van versterkingen, die hijzelf in de loop van de avond zou aanvoeren.
Van Saksen-Weimar bezette het bos langs de zoom en de doorgangen en ontwikkelde aldaar voor de vijand schijnbaar een sterke macht, hernam zelf met de sabel in de hand, aan het hoofd van twee compagnieën militie, een door de vijand genomen hoek van het bos maar moest uiteindelijk, ook omdat zijn manschappen alle munitie verloren hadden, en hij vruchteloos om bevelen had gezonden, na heldhaftige tegenstand, voor de overmacht bezwijken. 's Avonds stond hij met de overige troepen der divisie aan de weg van Nijvel, terwijl nog twee bataljons van zijn brigade deel hadden genomen aan de laatste aanval der Engelsen en rechts van het Bos van Bossu de rechtervleugel innamen. Op 17 juni begon het Engels-Nederlandse leger de terugmars en bezette het de stelling bij Waterloo. Hier nam Van Saksen-Weimar de uiterst linkervleugel in en bezette het kasteel Frischermont en het gehucht Smohain, met uitzondering van één bataljon, dat tot de bezetting van het kasteel gebezigd werd. Een noodlottige vergissing, ontstaan door de kleding der Nassauers, bracht dezen nog in gevecht met de oprukkende troepen van Bülow. In de slag van de volgende dag hield hij de aanvallen van d'Erlon met veel moed tegen. Na de slag volgde hij met zijn brigade het leger naar Frankrijk en keerde, na het bevel aan Gödecke overgegeven te hebben, naar Nederland terug.

### Nederland en Nederlands-Indië

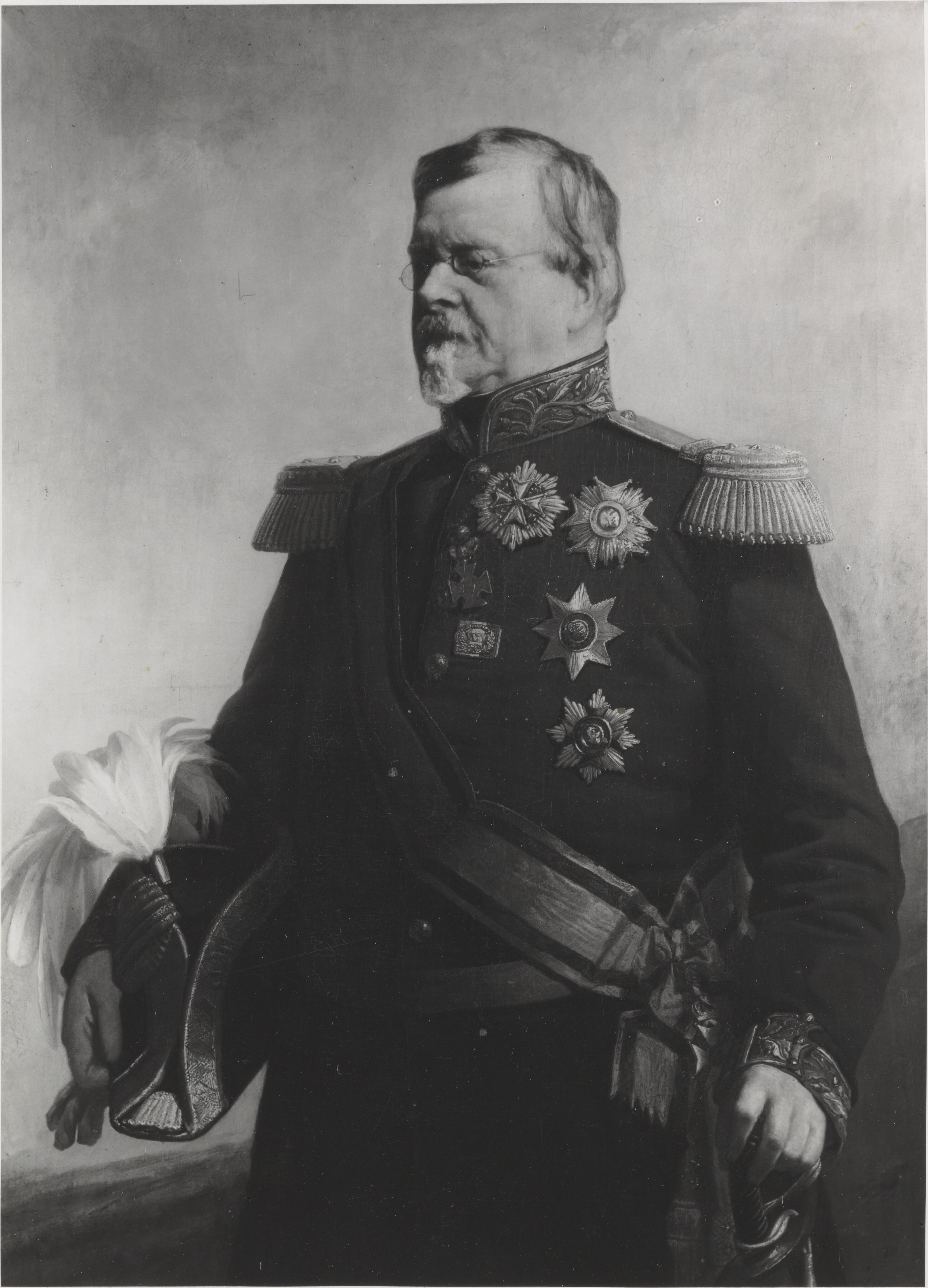
Karel Bernhard van Saksen-Weimar-Eisenach

Karel Bernhard werd nu het bevel over een infanterie-brigade opgegeven en op 24 november 1816 werd hij tot generaal-majoor benoemd. In 1818 werd hij aangesteld als provinciaal commandant van Oost-Vlaanderen, vestigde zich te Gent en deed van april tot december 1825 een wetenschappelijke reis naar Engeland en de Verenigde Staten van Noord-Amerika. Die reis volbracht hij aan boord van Z.M. korvet Pallas, onder bevel van de latere viceadmiraal Rijk. In het jaar daarop werd de beschrijving van die reis, naar aantekeningen van Karel Bernhard, door de geheimraad Luden uitgegeven en een paar jaar later verscheen daarvan een Nederlandse vertaling. Bij het uitbreken der onlusten in België werd Van Saksen-Weimar benoemd tot commandant van de tweede divisie van het mobiele leger van de Tiendaagse Veldtocht en vervolgens bevorderd tot luitenant-generaal, en nam hij deel aan de krijgsverrichtingen, vocht bij Lier en bij Merhem, nam deel aan de tocht naar Maastricht en ontzette deze vesting, bestreed te Antwerpen het oproer en haalde Chassé over de hoon, Nederland aangedaan, met de kracht der wapens te wreken, en sneed, onbekend met de wapenstilstand, de aftocht aan het verslagen Belgische leger af. Karel Bernhard werd op 6 december 1848 benoemd tot commandant van het leger in Nederlands-Indië en kwam op 14 april 1849 te Java aan. Nauwelijks enige weken na zijn aankomst overleed generaal Michiels, opperbevelhebber der derde Balische expeditie aan zijn te Kasoemba verkregen wonden en Van Saksen-Weimar, nog te kort in Indië om geacclimatiseerd te zijn, bood de gouverneur-generaal aan de leiding der expeditie op zich te nemen, en te handelen naar de voorschriften die aan generaal Michiels gegeven waren, hetgeen gebeurde. In de winter van 1849 werd hij tot generaal der infanterie bevorderd en drie jaar later (1852) keerde hij, na vele verbeteringen in het Indische leger tot stand gebracht te hebben, tot herstel van zijn gezondheid, naar Nederland terug. Hij ontving op 5 oktober 1853 zijn eervol pensioen, kreeg in mei 1854 zitting in het comité van defensie en overleed op 31 juli 1862 te Liebenstein in Thüringen. Behalve zijn reis gaf hij in 1834 te Den Haag Précis de la campagne de Java avec cartes et plans, 1811 uit. Hierin gaf hij blijk hoezeer hij het verdedigingsstelsel van Java en de daar voorgevallen krijgsverrichtingen had bestudeerd. Hij was lid van verschillende geschied- en letterkundige genootschappen, onder meer van de Maatschappij der Nederlandse Letterkunde. Verder was hij vrijmetselaar en hield hij zich bezig met wiskunde. Bekend is de door hem gevonden benaderingsconstructie van de zijde van een regelmatige veelhoek, die werd gepubliceerd in het in 1842 te Jena verschenen "Lehrbuch der Geometrie" (2 banden).

### Decoraties

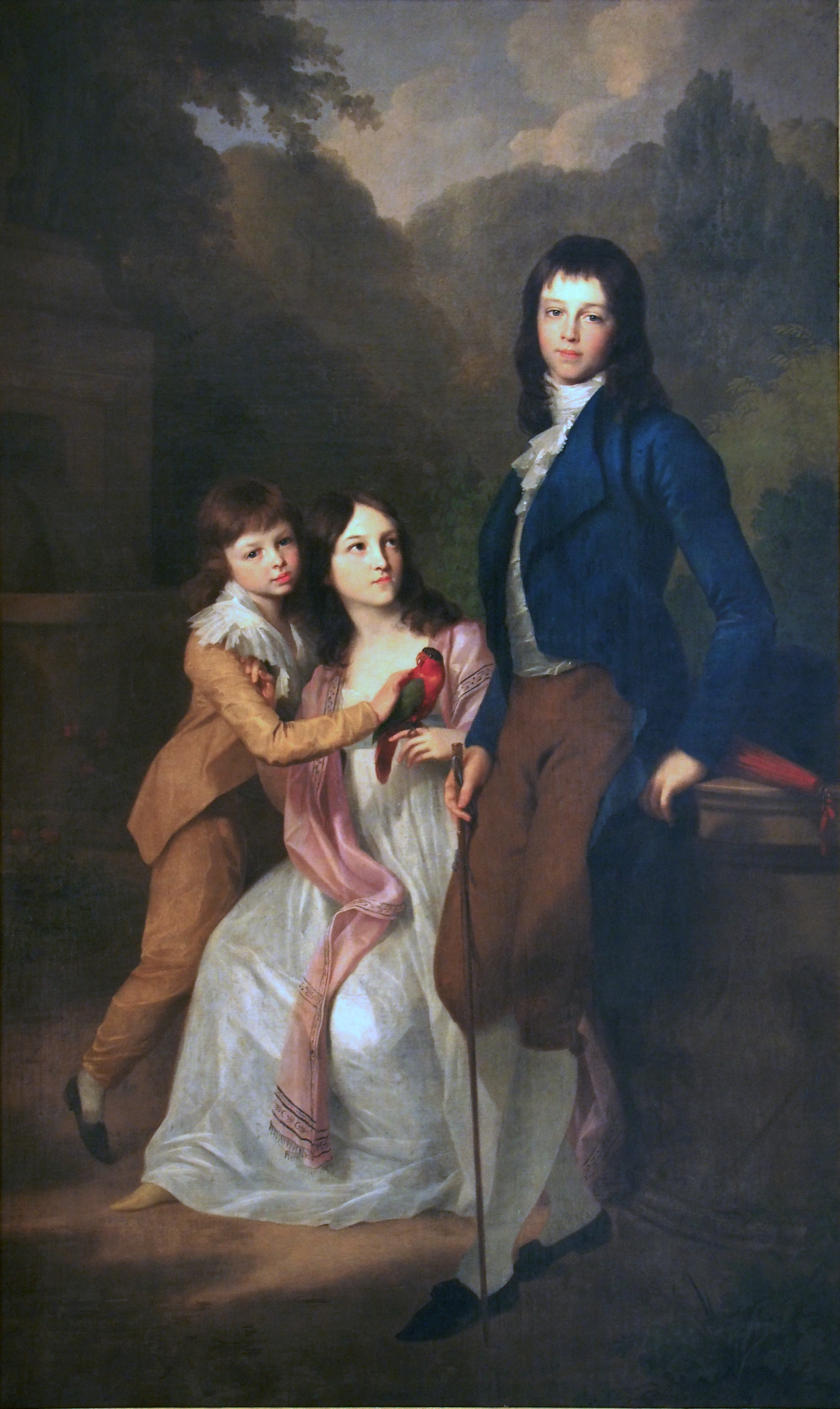
Karel Bernhard van Saksen-Weimar-Eisenach rechts als jongeling.

Aan Karel Bernhard werd vergunning verleend tot het aannemen en dragen der versierselen van ridder der Koninklijke Saksische Orde van St. Hendrik en van ridder-grootkruis der Russische Orde van St. Alexander Newski (4 mei 1815); hij werd benoemd tot ridder der Militaire Willems-Orde 3de klasse (8 juli 1815), verkreeg vergunning tot het aannemen en dragen der versierselen van ridder-grootkruis der Orde van de Witte Valk van Saksen -Weimar en de Medaille van Verdiensten van Saksen-Weimar (25 december 1815), droeg de Nassausche Medaille voor de Veldslag bij Waterloo (1816), was ridder der Orde van het Legioen van Eer (4 september 1816), werd benoemd tot Commandeur der Militaire Willemsorde (24 mei 1821), vergunning verleend tot het aannemen en dragen der versierselen van Grootkruis der Orde van de Groene of Ruitenkroon van het Koninkrijk Saksen (5 maart 1827), benoemd tot Grootkruis in de Orde van de Nederlandse Leeuw (3 juli 1830), verkreeg vergunning tot het aannemen en dragen der versierselen van Grootkruis in de Britse Orde van het Bad (21 juli 1830), werd door de koning begiftigd met een Eredegen (31 augustus 1831), verkreeg het Het Metalen Kruis (5 april 1832), verkreeg vergunning tot het aannemen en dragen der versierselen van ridder-grootkruis der Saksisch-Ernestijnse Huisorde en werd benoemd tot ridder- grootkruis der Russische Orde van St. Andreas (24 november 1838), grootkruis der Groot-Hertogelijke Hessische Huisorde en tot ridder der Orde van de Zwarte Adelaar van Pruisen (14 juli 1841), droeg het grootkruis der Orde van het Legioen van Eer van Frankrijk, (4 juli 1842), het Grootkruis der Militaire Willems-Orde (8 oktober 1842), hem werd vergunning verleend tot het aannemen en dragen der versierselen van Grootkruis der Orde van Getrouwheid van de Zähringer Leeuw van Baden (6 december 1844), hem werd het onderscheidingsteken toegekend bij besluit van 19 november 1844, ingesteld voor langdurige Nederlandse dienst als officier (6 december 1844), vergunning verleend tot het aannemen en dragen der versierselen van Grootkruis der Huisorde van Hendrik de Leeuw van Brunswijk (31 oktober 1846) en Grootkruis der Militaire Orde van de Heilige Hendrik van Saksen (31 oktober 1857).

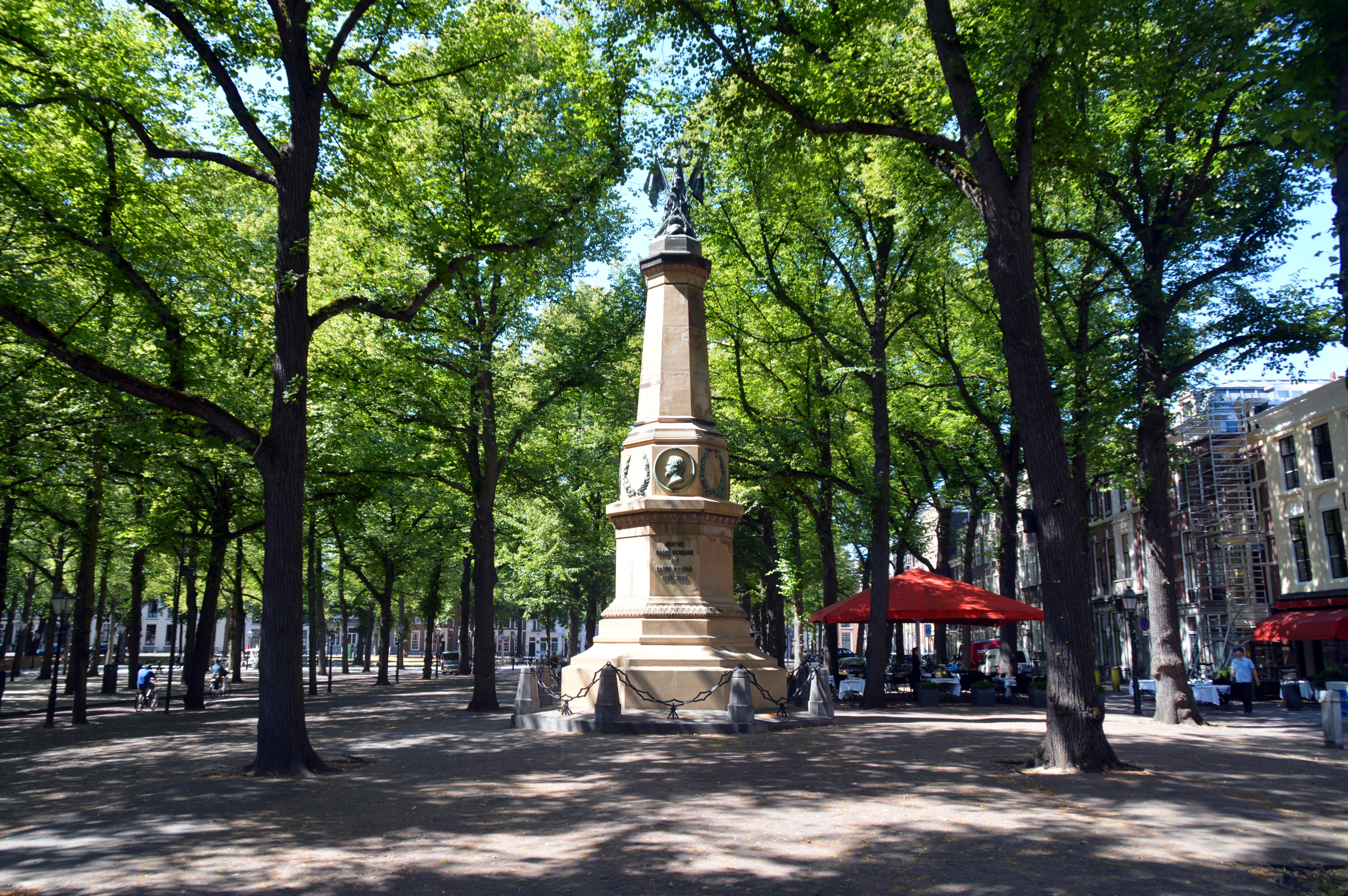
Gedenkteken Karel Bernhard van Saksen-Weimar-Eisenach in Den Haag

In 1866 werd op het Lange Voorhout te Den Haag ter ere van Karel Bernhard een groot monument opgericht, een gedenknaald in romantisch-classicistische stijl, ontworpen door de architect H.P. Vogel en de beeldhouwer J.Ph. Koelman. De tekst op het monument luidt: "Moedig en beleidvol Krijgsman. Nederland onwankelbaar getrouw". Het werd in 2005 gerenoveerd en is op 7 april van dat jaar bezocht door Bernhards verwant Michael van Saksen-Weimar-Eisenach. Ook de Weimarstraat in Den Haag is naar Karel Bernhard vernoemd.

### Familie
Karel Bernhard trad in het huwelijk met Ida, dochter van hertog George I van Saksen-Meiningen. Prinses Ida was een jongere zuster van koningin Adelheid van het Verenigd Koninkrijk, echtgenote van koning Willem IV. Uit dit huwelijk werden acht kinderen geboren:
- Louise Wilhelmina (1817-1832)
- Willem Karel (1819-1839)
- Amelie Auguste (1822-1822)
- Eduard (1823-1902); huwde Lady Augusta Gordon-Lennox, dochter van Charles Gordon-Lennox, de hertog van Richmond,
- Herman Bernhard (1825-1901); huwde Augusta van Württemberg, dochter van koning Willem I en een jongere halfzuster van koningin Sophie der Nederlanden, echtgenote van koning Willem III
- Frederik Gustaaf (1827-1892), huwde Pierina Marocchia di Marcaini
- Anna Amelie (1828-1864)
- Amalia (1830-1872), huwde prins Hendrik van Oranje-Nassau

### Stamboek van Karel Bernhard van Saksen-Weimar-Eisenach
Pruisische dienst

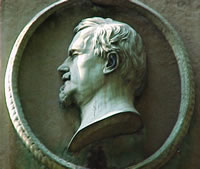
Karel Bernhard (detail van het monument in Den Haag)

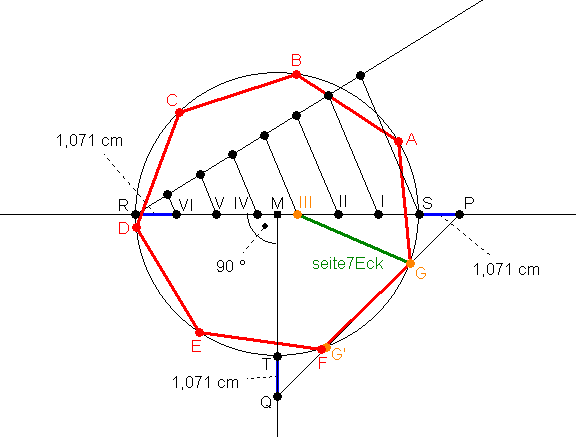
Benaderingsconstructie van een zevenhoek naar Karel Bernhard

- - 01 09 1806 : in dienst getreden als volontair

Saksische dienst
- - 28 08 1807 : kapitein bij de negende lijfgrenadiersgarde
- - 28 04 1809 : majoor
- - 05 07 1811 : luitenant-kolonel
- - 29 07 1813 : kolonel
- - 14 01 1815 : met demissie de dienst verlaten

Nederlandse dienst
- - 16 02 1815 : kolonel bij het regiment Oranje-Nassau nummer 28
- - 24 11 1816 : generaal-majoor, Koninklijk besluit
- - 21 12 1818 : provinciaal commandant van Oost-Vlaanderen
- - 20 12 1826 : inspecteur der infanterie in het Derde Groot Militair Commando
- - 07 07 1829 : commandant der Tweede Divisie Infanterie
- - sept. 1830 : commandant der Tweede Divisie van het Mobiele Leger
- - 24 01 1831 : luitenant-generaal bij Koninklijk besluit
- - 20 11 1843 : eervol ontheven van de vervallen betrekking van commandant van het Tweede Divisie Infanterie
- - 06 12 1848 : benoemd tot commandant van het leger in Oost-Indië bij Koninklijk besluit nr. 1
- - 14 04 1849 : langs de overlandweg in Indië aangekomen
- - 22 12 1849 : benoemd tot generaal der infanterie bij Koninklijk besluit nr. 58
- - 04 12 1851 : een jaar verlof verleend naar Nederland tot herstel van de gezondheid, bij besluit van de gouverneur-generaal van Nederlands Indië nr. 1
- - 05 10 1853 : op de meest eervolle wijze uit Z.M. militaire dienst ontslagen
- - 25 05 1854 : benoemd tot lid van het comité van defensie, bij Koninklijk besluit nummer 64.

- Biografisch Portaal: 00750753
- Digitale Bibliotheek voor de Nederlandse Letteren: saks004
- Gemeinsame Normdatei: 100437338
- International Standard Name Identifier: 0000 0000 8100 4919
- Library of Congress Control Number: nr91007073
- Nederlandse Thesaurus van Auteursnamen: 070500363
- Virtual International Authority File: 53149066636765602488